# 橋本啓
橋本 啓（はしもと けい、1979年9月5日 - ）は、大阪府大阪市出身の元プロ野球選手・社会人野球選手（投手）。右投右打。

## 来歴・人物
天理高時代は長崎伸一と同級生で、自身は3番手か4番手レベルの選手だったと言う。転機となったのはチームが優勝したセンバツ後の大会であり、この大会において当時のエースであった長崎を休める目的で橋本が登板したところ、2試合連続ノーヒットノーランを達成し、一躍プロの注目を集めるようになる。
1997年のプロ野球ドラフト会議で広島東洋カープから8位指名を受け入団。
入団2年目の1999年5月に、広島市民球場での練習中にバッティングケージの下敷きとなる事故に見舞われ背骨を骨折してしまい、生命の危機に晒される。復帰まで6ヶ月と診断されるが独自のリハビリで早期復帰を果たしたものの、シーズン終了後に戦力外通告を受ける。在籍2年間で一軍登板はなかった。
その後、横浜ベイスターズ、阪神タイガース、西武ライオンズの入団テストを受けるも不合格に終わるが、米大リーグよりスカウトがあり渡米。1年間独立リーグなどで実戦経験を積み、2001年にモントリオール・エクスポズ傘下の1Aバーモント・エクスポズと契約した。
2004年からは社会人野球・クラブチームの大和高田クラブに所属し、2005年の第76回都市対抗野球大会ではミキハウスの補強選手として出場した。同年限りで退団。
2007年より大阪市内で整骨院を開業する。

## 詳細情報

### 年度別投手成績
- 一軍公式戦出場なし

### 背番号
- 58 （1998年 - 1999年）